# Афанасьев, Вячеслав Николаевич
Вячеслав Николаевич Афанасьев (28 сентября 1903, Тамбов ― сентябрь 1943) ― советский поэт, участник Великой Отечественной войны.

## Биография
Родился 28 сентября 1903 года в Тамбове. Учился в двухклассной школе, затем поступил в педагогический техникум. В 1923 году, будучи комсомольцем, был направлен на Дальний Восток. Жил во Владивостоке, работал разнорабочим, одновременно с этим с 1925 учился на факультете восточных языков Дальневосточного университета, однако успел окончить только три курса, поскольку в 1929 году был призван в ряды РККА. Служил в Благовещенске.
Увлёкся написанием стихов ещё в университете. Печатался во владивостокской газете «Красное знамя». После службы в армии работал в газете «Амурская правда», затем корреспондентом «Тихоокеанской звезды» во Владивостоке. Много ездил по региону, писал стихи и очерки. Член Союза писателей с 1934. В 1935 году вышел его первый сборник стихов под названием «Восток», который высоко оценил писатель Александр Фадеев. Тремя годами позднее издательство «Советский писатель» выпустило в печать вторую книгу Афанасьева, «Стихи». В 1939 году в Москве крупным тиражом был издан сборник «Приморье», который стал последним прижизненным изданием стихов поэта. Продолжал писать о Дальнем Востоке и после того, как, прожив там пятнадцать лет, переехал в Москву (работал референтом комиссии по литконсультациям и экспертизе при президиуме Союза писателей), однако его творческую деятельность прервала война. 
Ушёл добровольцем в народное ополчение. Участвовал в обороне Москвы, в декабре 1941 попал в окружение, сражался в партизанском отряде, который в 1943 соединился с войсками действующей армии. В сентябре 1943 года в боях за освобождение Смоленска поэт был тяжело ранен и вскоре скончался в госпитале. Последнее его письмо с фронта датировалось третьим сентября. Писательский дневник Афанасьева был утерян.
Был бойцом «Писательской роты» ― подразделения РККА, сформированного в 1941 году в Москве преимущественно из профессиональных литераторов.